# ASZ–12
Az ASZ–12 (oroszul: АС–12), ismert még Losarik (Лошарик) néven, speciális rendeltetésű, 10831-es tervszámú orosz atommeghajtású tengeralattjáró.  NATO-kódja NORSUB–5. Az orosz katonai terminológia szerint atommeghajtású mélytengeri állomás. Fegyverzete nincs. Maximális merülési mélysége 3000 m (egyes források szerint 6000 m).
Feladatköre sokáig találgatások tárgya volt. Alapvetően speciális mélytengeri műveletekre készült. A Pentagon szakértőinek 2015-ös értékelése szerint az eszköz diverziós feladatokra, a tenger mélyén elhelyezkedő infrastruktúra (pl. tenger alatt távközlési kábelek) rombolására szolgált. Az ASZ–12 hordozására egy átalakított 667BDR Kalmar típusú ballisztikusrakéta-hordozó tengeralattjáró, a BSZ–136 Orenburg szolgál. A hajót az Orosz Védelmi Minisztérium Mélyvízi Kutatások Főcsoportfőnöksége (GUGI) üzemelteti, a személyzet a Peterhofban állomásozó  45707 sz. katonai alakulathoz tartozik. Honi kikötője Szeveromorszk, ahol a hajót fedett helyen, egy hangár alatt tárolják.

## Története

Az ASZ–12 feltételezett szerkezeti kialakítása

A 10831-es tervszámú, Kalitka kódnevű tengeralattjárót a szentpétervári Malahit tervezőirodában fejlesztették ki az 1980-as években. Az 1910 Kasalot és az 1851 Paltusz típusú mélytengeri tengeralattjárók jelentősen továbbfejlesztett változata. Építése 1988-ban kezdődött a szeverodvinszki Szevmas hajógyárban, de az 1990-es évek elején pénzügyi nehézségek miatt a munkálatok leálltak. A hajót ekkor konzerválták és csak a 2000-es évek elején folytatták az építését. Az ASZ–12 hadrendi jelzést kapott hajót 2003 augusztusában bocsátották vízre. Ez a 10831-es típus egyetlen megépített példánya.
A hajó 2012 szeptemberében részt vett az Arktyika–2012 expedícióban. Ekkor a 20 napos bevetés során a tengeralattjáró a 2500–3000 m mélységű tengerfenékig merült. A bevetés után a hajó helyreállító karbantartásra ment a Szevmas hajógyár 42-es műhelyébe. Ennek során kijavították a nagy mélységű merülés nyomán a hajótesten keletkezett deformációkat.
A tengeralattjáróról első alkalommal 2015-ben, a Top Gear újság orosz változatában publikáltak jó minőségű fényképeket, amelyek véletlenül készültek. Az újság egy terepjáróról készített fényképsorozatot a Fehér-tenger partján, miközben a tengeren a háttérben feltűnt a tengeralattjáró.

## Balesete
2019. július 1-jén, miközben a hajó orosz területi vizeken a tengerfenéken végzett méréseket, a fedélzeten tűz ütött ki. A toxikus gázok belélegzése miatt a 25 fős személyzet 14 tagja életét vesztette. A baleset után a hajót az orosz Északi Flotta bázisára, Szeveromorszkba vontatták. Az előzetes vizsgálatok szerint a tűz az akkumulátoroknál keletkezett. Az atomreaktor orosz tájékoztatás szerint nem sérült.